# Walter Helsper

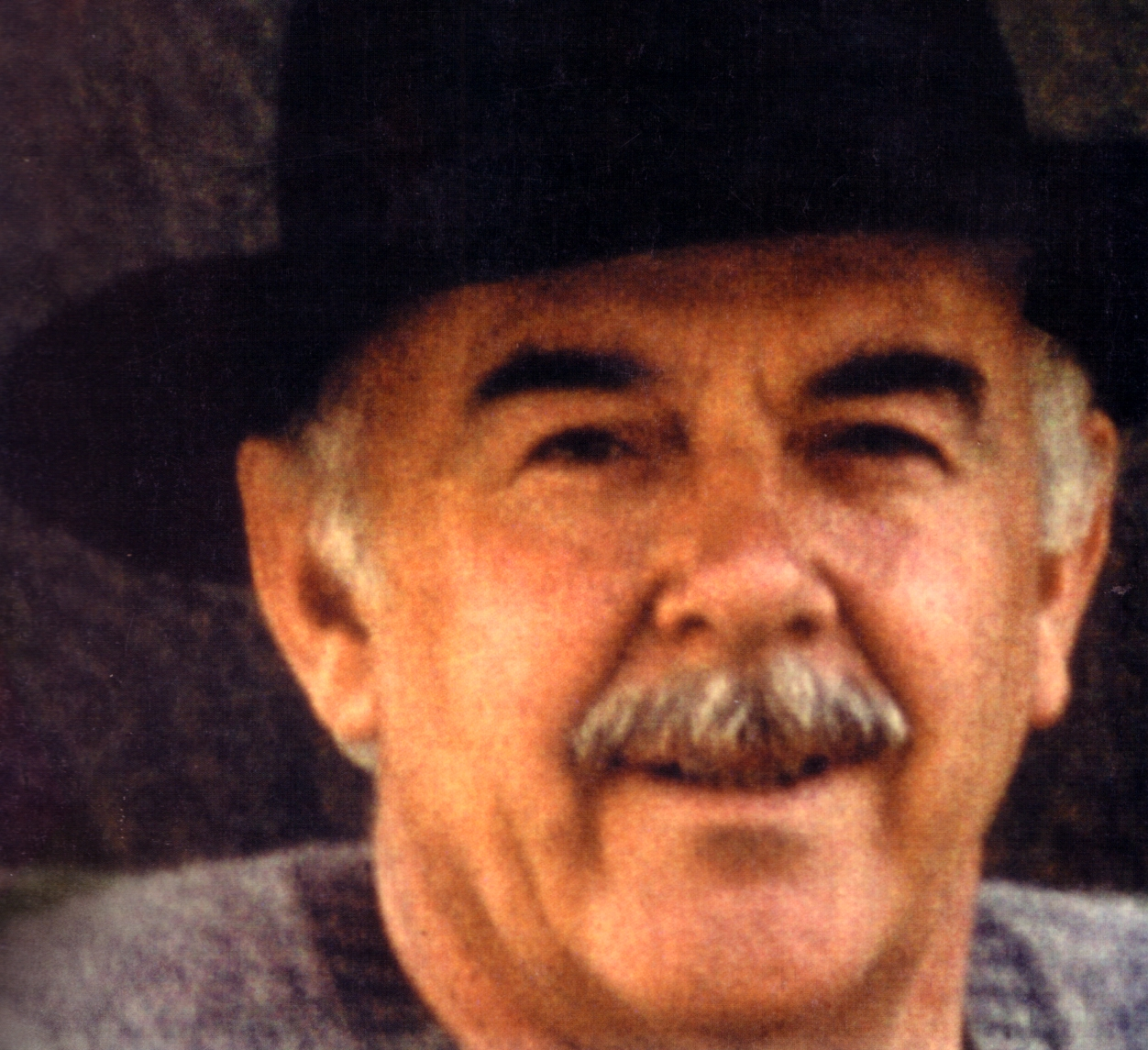
Porträtfoto von Walter Helsper

Walter Helsper (* 1. Juli 1927 in Herdorf; † 28. Juni 1992 in Siegen) war ein deutscher Maler und Zeichner.
Während sein umfangreiches und vielschichtiges Werk von Federzeichnungen, Graphiken, Ölbildern und Gipsplastiken zunächst stark naturalistisch-deskriptive Kompositionen aufwies, prägten neue Kunstströmungen seinen späteren pastosen Duktus bis hin zum gegenstandslosen Pigmentbild. Der Akt des Zeichnens in einer gefühlsbetont dynamischen Art war für ihn eine elementare Ausdrucksform. Das starke Interesse des Künstlers am Menschen und seinen Verhaltensweisen zeigt sich in der Vielzahl der Blätter, die groteske, verzweifelte, karikierte und entlarvte Menschen darstellen. In der Malerei Walter Helspers dominiert jedoch das Landschaftsmotiv.

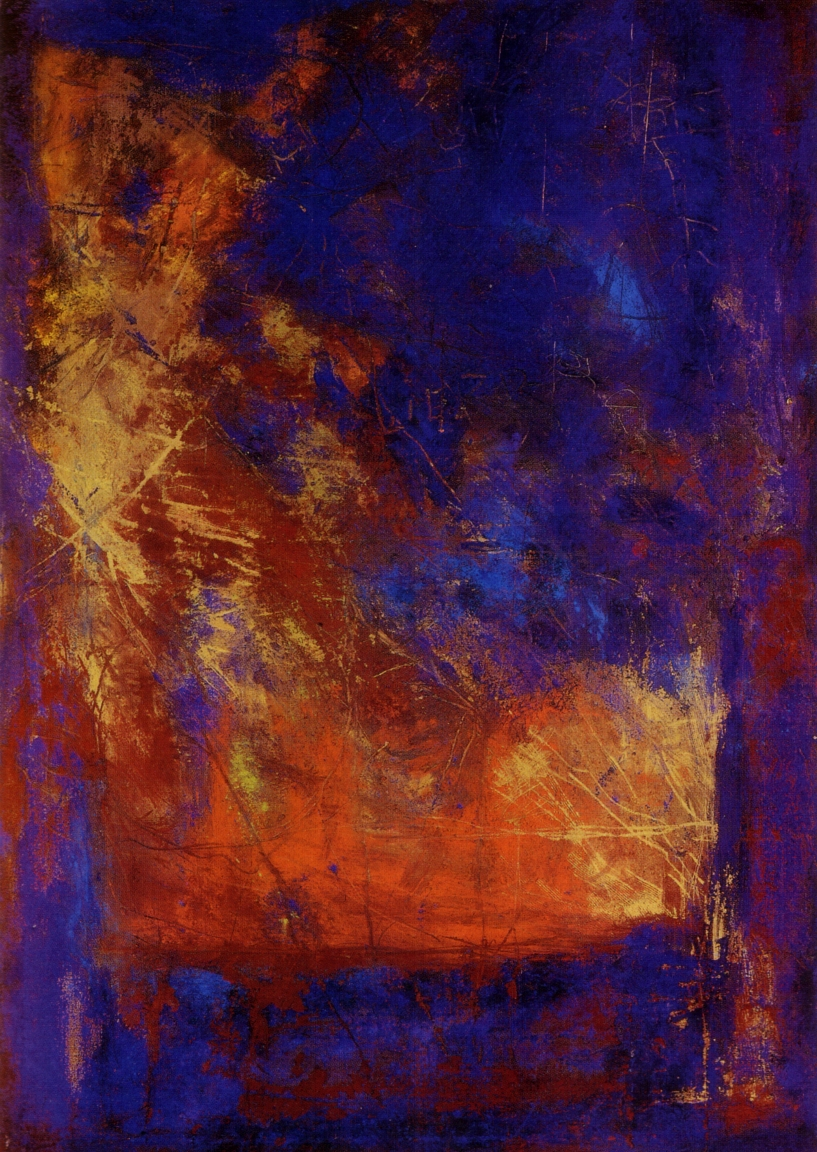
Walter Helsper: o.T., 1992

## Leben und Werk
Walter Helsper wurde 1927 als Sohn des Hüttenobmanns Ewald Helsper und seiner Frau Louise Helsper in Herdorf/Sieg geboren und wuchs in einem religiös freikirchlichen Elternhaus auf. Bereits als Kind zeichnete und malte er ständig und ohne jede Anleitung. Beim Besuch der Volksschule (1933–1941) fiel seine zeichnerische Begabung erstmals auf und er erhielt anschließend eine Ausbildung zum Kirchenmaler (1941–1944). Während des 2. Weltkriegs begleitete er den Rückzug der Wehrmacht in den Niederlanden, Polen und in Norddeutschland.
Walter Helsper besuchte von 1948 bis 1950 die Malfachschule Siegerland und war in den 1950er Jahren als freiberuflicher Plakatmaler und Schaufensterdekorateur tätig. Parallel hierzu widmete er sich fortan seinem künstlerischen Schaffen.
Ende der 1950er Jahre erregte Walter Helsper mit einer Freiluft-Ausstellung großer Panoramabilder, die  verschiedene Motive der Stadt Siegen zeigen, erstmals größere Aufmerksamkeit. Ab 1961 stellte er dann regelmäßig seine Arbeiten aus. Es folgte ein Umzug nach Köln, wo er mit dem Maler Ewald Hackler zusammenarbeitete. Durch dessen Tätigkeit am Kölner Stadttheater begegneten sich im gemeinsamen Atelier viele Künstler und Schauspieler. 1964 kehrte Helsper nach Siegen zurück. Finanziert durch die Ausgestaltung von Messeständen folgte ein halbjähriger Spanien-Aufenthalt in Altea. Weitere neue Impulse auf künstlerischem Gebiet erhielt Walter Helsper durch die Freundschaft mit dem Siegener Künstler Herbert Schäfer, mit dem er 1968 eine neue Art der Monotypie entwickelte. Aufsehen erregten beide 1969 durch ein Happening vor Publikum und einer vielbeachteten Ausstellung in einem abbruchreifen Hotelgebäude in Siegen („Hotel Monopol“).
Ein weiterer wichtiger Weggefährte in dieser Zeit war der Schriftsteller Wolf Kühne, der als erster versuchte, die Werke Helspers ästhetisch zu bewerten und Verständnis für diese Kunst beim damals größtenteils distanzierten Publikum zu wecken. Von 1972 bis 1973 betrieb Walter Helsper als Gastronom in Siegen das Künstlerlokal „Belle Epoque“. Sein Atelier und ständiger Ausstellungsraum befand sich zu dieser Zeit in der Siegener Altstadt. Helsper arbeitete seit den 1970er Jahren nacheinander auch als Kunsterzieher und als Gastdozent im Fachbereich Kunst der Universität-Gesamthochschule Siegen.  Von 1985 bis zu seinem Tod lebte Walter Helsper in einem Bauernhaus in Netphen-Eschenbach. Hier fand er inmitten der Natur die Themen für seine nun im Vordergrund seines Schaffens stehenden Landschaftsbilder. In seinen letzten Lebensjahren wagte er sich nochmals an einen neuen Malstil, indem er nun mit reinen Farbpigmenten mehrschichtig sowie ohne Bindemittel arbeitete und so Farbkompositionen von ungewöhnlicher Leuchtkraft und Dynamik erschuf.

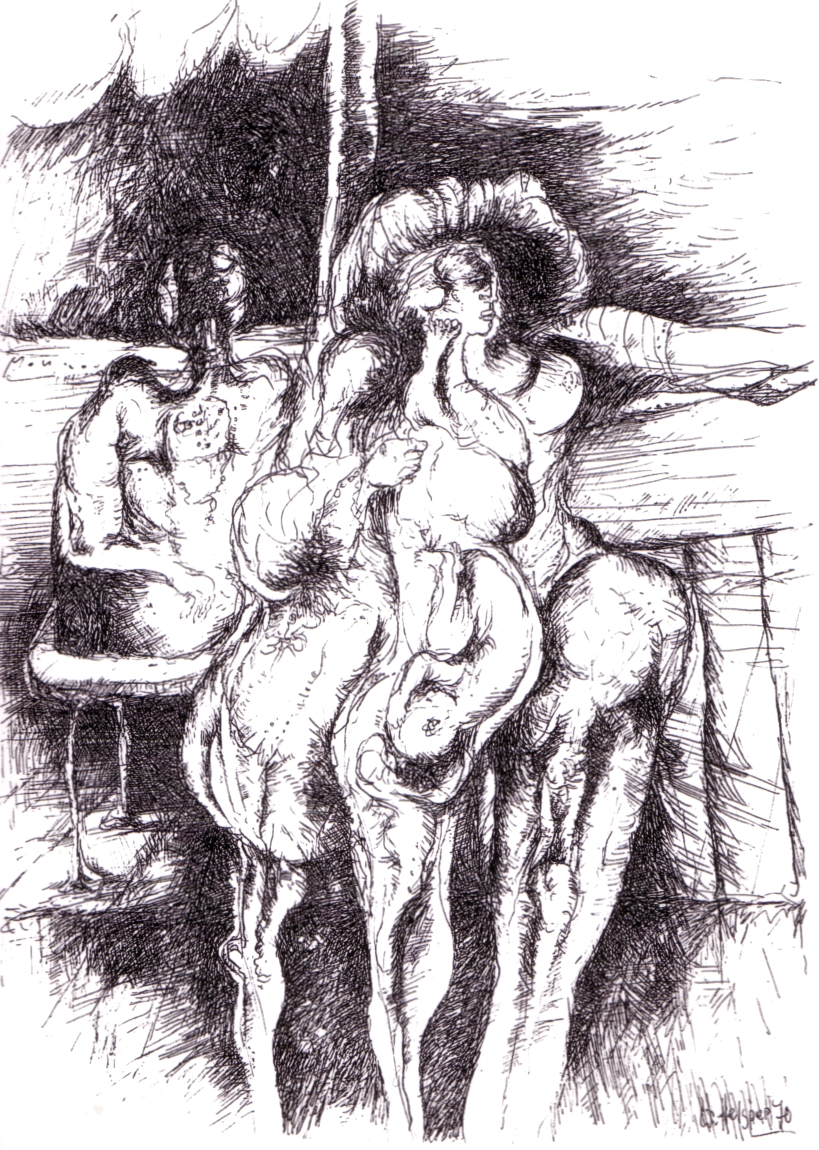
Walter Helsper: o.T., 1970
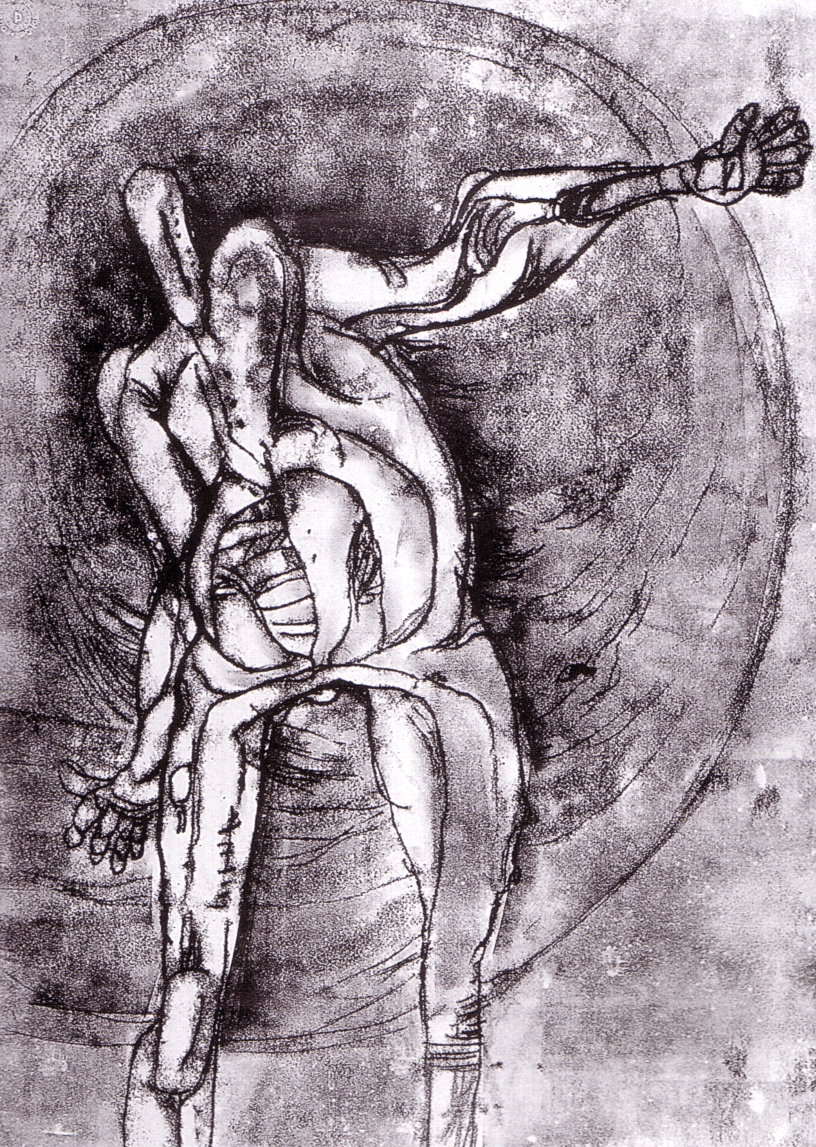
Walter Helsper: o.T., 1970
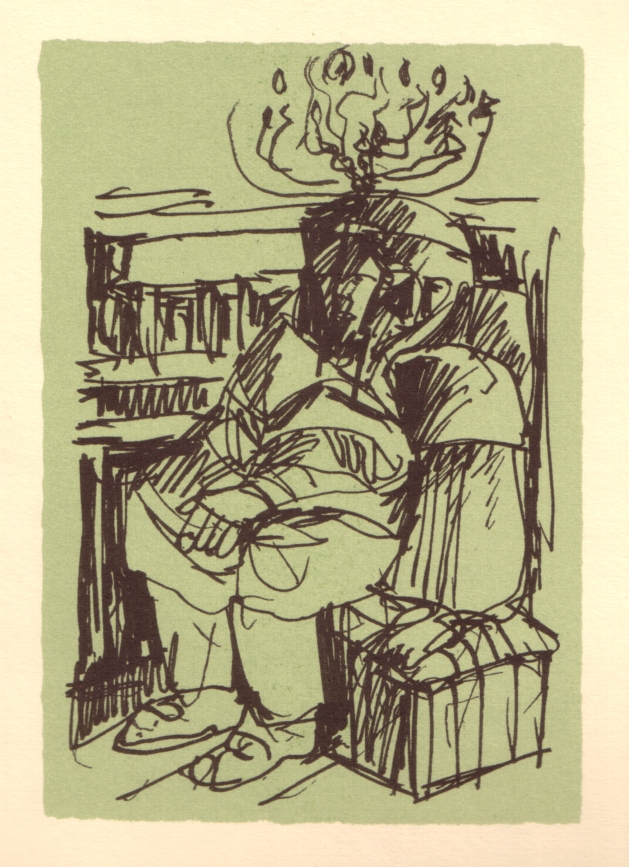
Walter Helsper: Sitzende Frau mit Kerzenleuchter, 1978
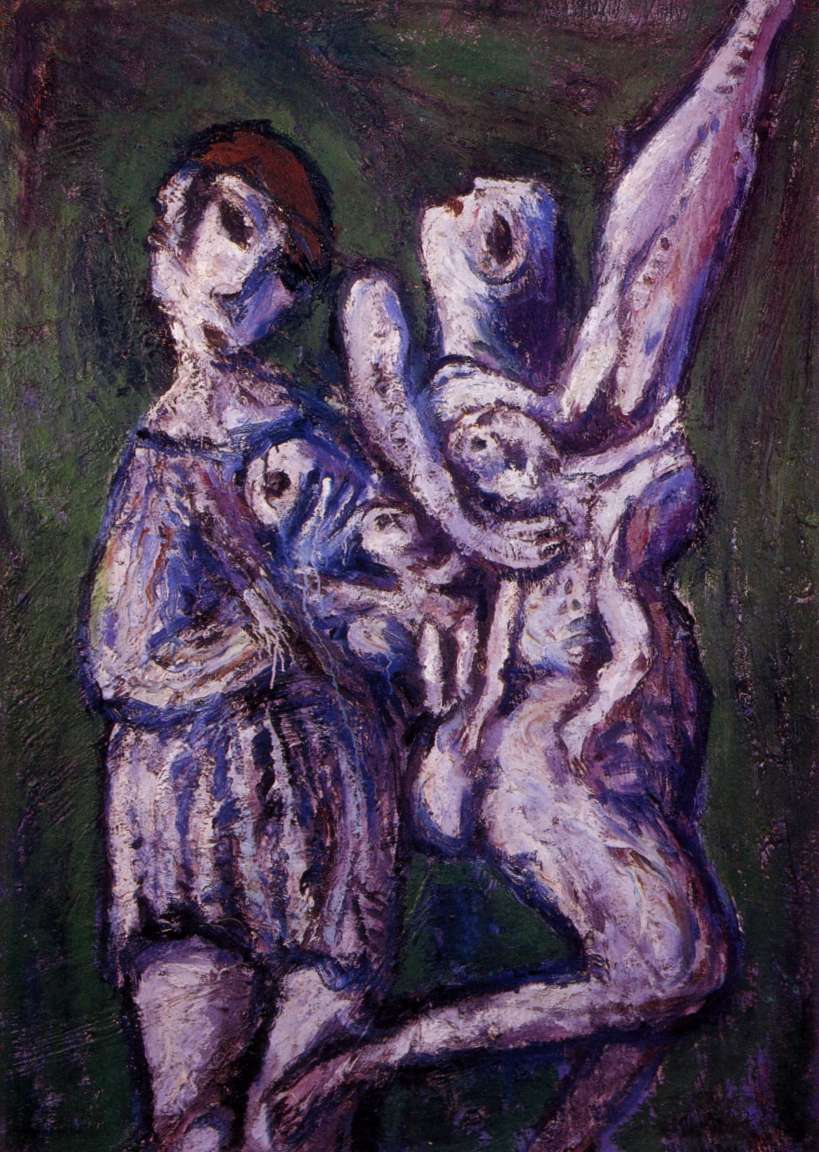
Walter Helsper: Austreibung des Hägar, 1967
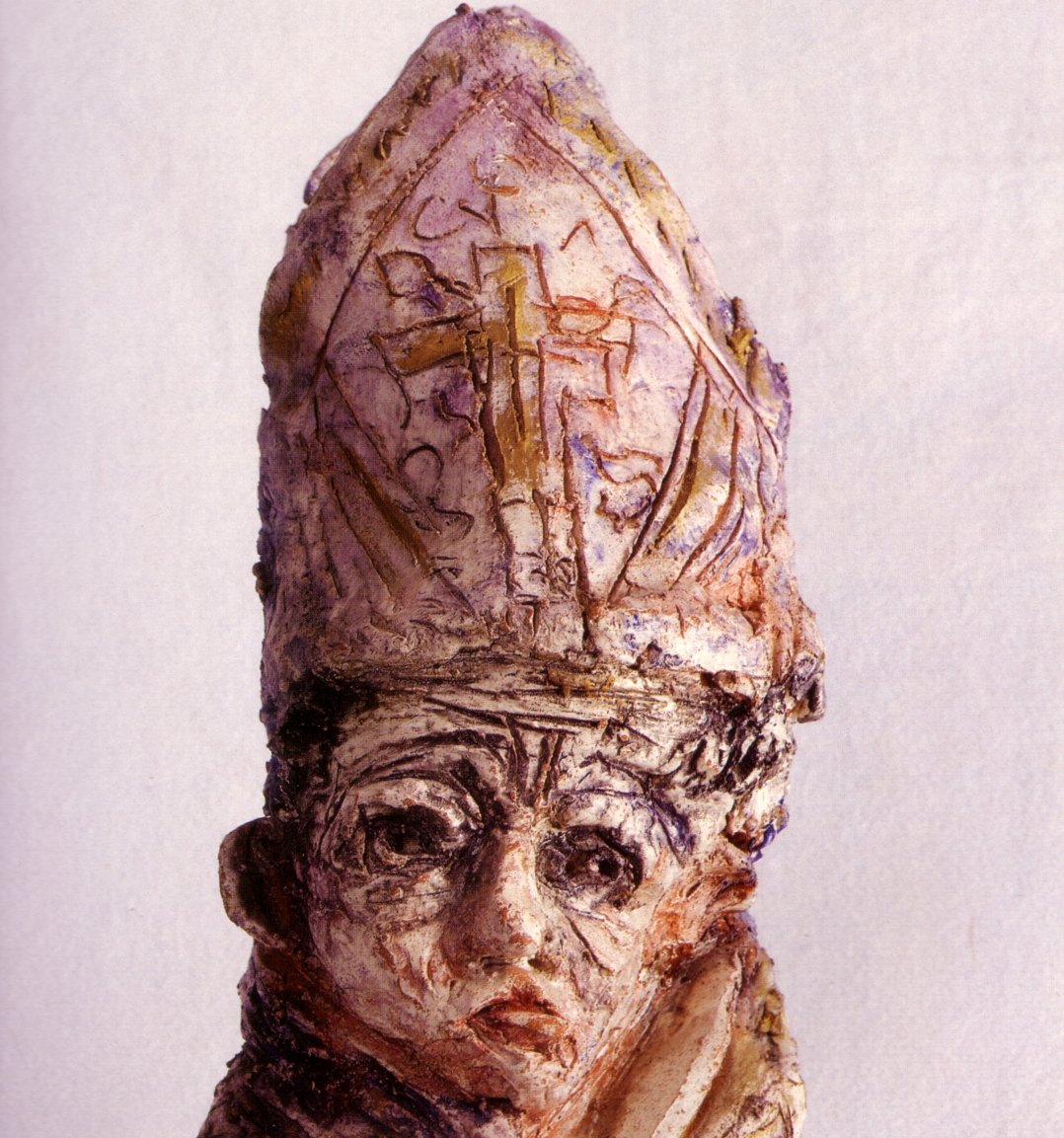
Walter Helsper: Bischof, 1991
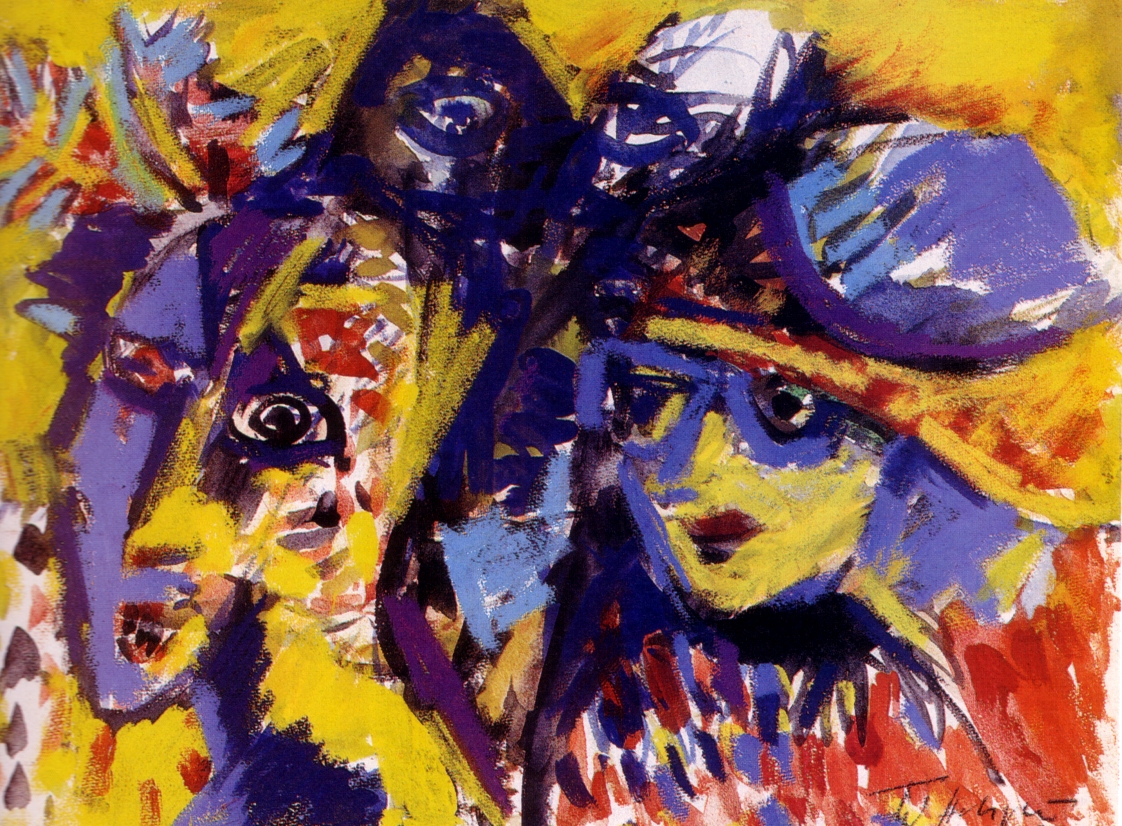
Walter Helsper: o.T., 1991
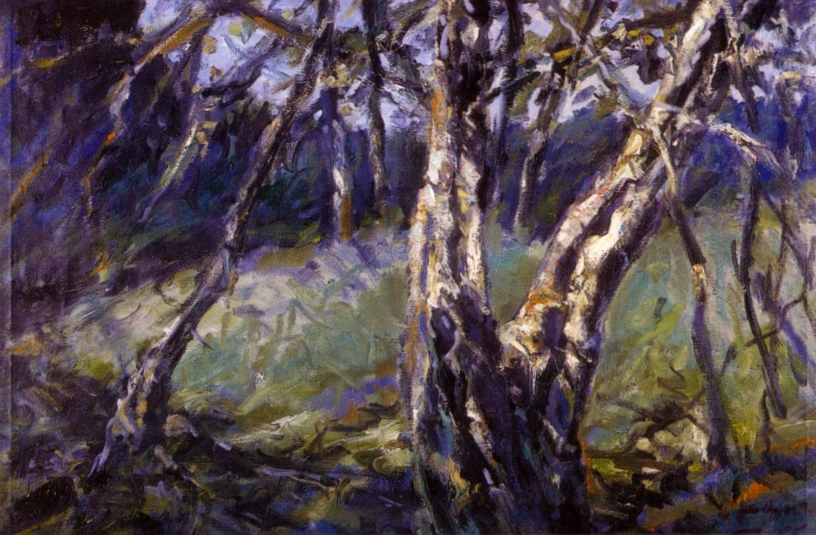
Walter Helsper: Kanzelbirken, 1986

## Ausstellungen (Auswahl)
- 1961: „Vom Stachel der Kunst“, Foyer Bühne der Stadt Siegen (mit Roland LaNier und Ewald Hackler)
- 1969: Galerie Fundgrube, Westerland/Sylt
- 1969: Happening im Hotel Monopol, Siegen (mit Herbert Schäfer und Edgar Prein)
- 1970: Galerie Moussalie, Westerland/Sylt
- 1971: Galerie am Jakobsbrunnen, Bad Cannstatt
- 1971: Foyer Grenzlandtheater, Aachen
- 1975: Städtische Galerie Haus Seel, Siegen
- 1977: Galerie Inter Art, Köln
- 1977: Foyer Rathaus, Berlin-Spandau
- 1980: Stadtmuseum, Saint-Maur-des-Fossés (Paris)
- 1981: Forum bildender Künstler, Essen
- 1981: Galerie Klute, Wilhelmshaven
- 1982: Malhaus, Mülheim/Ruhr
- 1983: Galerie Sirun, Freudenberg
- 1983: Galerie Magdalena Kaiser, Siegen
- 1986: Villa Waldrich, Siegen
- 1992: Foyer Gebrüder Busch Theater, Hilchenbach-Dahlbruch
- 1996: Galerie Peveling, Olpe

Walter Helsper nahm ab 1970 regelmäßig als Mitglied an Ausstellungen der Arbeitsgemeinschaft Siegerländer Künstler in der Städtischen Galerie Haus Seel in Siegen teil. Helsper entwarf mehrere Wandgemälde für den öffentlichen Raum, so etwa an der Richerfeldschule, Siegen-Eiserfeld und am Gebäude der Brauerei Irle in Siegen.
Der Siegener Filmemacher Ralf Schröder begleitete den Künstler Walter Helsper seit Mitte der 1980er Jahre zu unterschiedlichen Anlässen mit der Videokamera. Es entstand ein 2012 vorgestellter 40-minütiger Zusammenschnitt von informativem Charakter, in dem auch Helsper selbst ausführlich über sein Werk spricht.

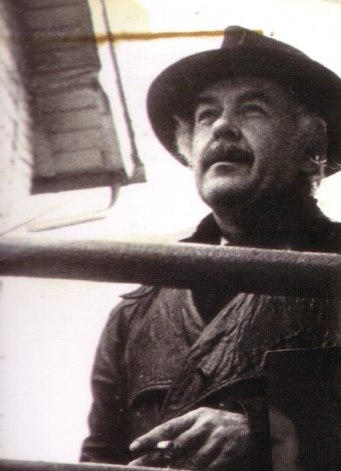
Atelierfoto von Walter Helsper
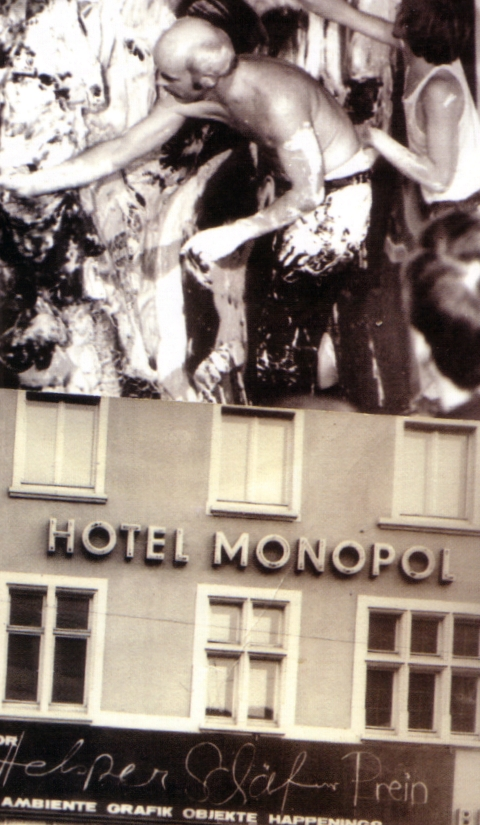
Happening im Hotel Monopol, Siegen 1969
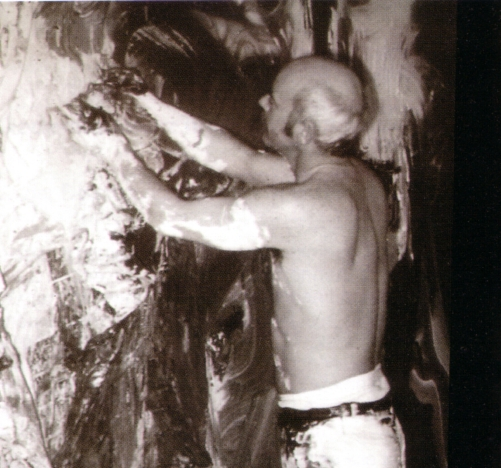
Walter Helsper: Action Painting
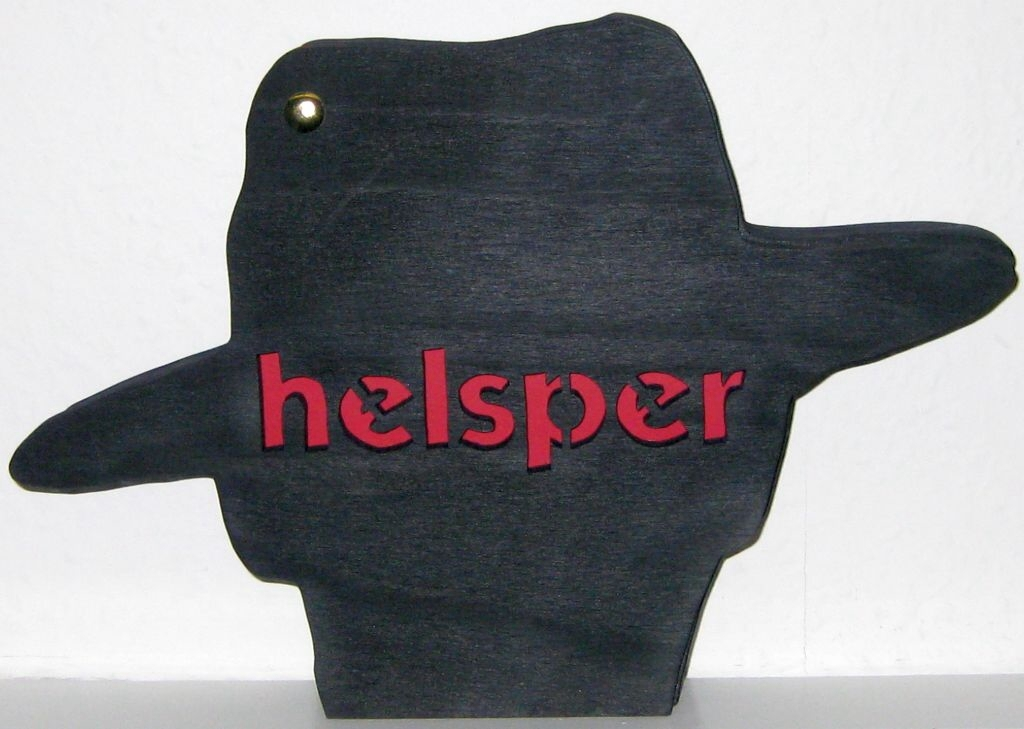
DVD-Cover G’rade der Vergang, das war das Geheimnis, 2012

## Rezensionen
(...) Dieses Interesse an den Spuren der Vergänglichkeit in Bildern und sein Anspruch, diese Spuren selbst herbeizuführen und nicht dem Zahn der Zeit zu überlassen, kommt besonders in Walter Helspers Graphiken und Ölbildern zum Ausdruck. Helsper selbst brachte seine Auffassung mit folgenden Worten auf den Punkt: „Bilder leben erst durch Vergang“.
Obwohl sich sein Zeichenstil im Laufe seiner langen Karriere öfters veränderte und er viele Techniken ausprobierte, bleibt das vorherrschende Merkmal der Zeichnungen Walter Helspers der schnelle und sichere Strich. Meist entwickelte Helsper die Komposition erst während des Zeichenvorgangs. Sein Zeichenstil war spontan und gekennzeichnet durch die malerische Offenheit der Gestaltung. Andeutungen genügten ihm oft, um einen Eindruck aufzunehmen. (...)
Kirsten Schwarz, Kunsthistorikerin
Der todernste, nachdenkliche Walter Helsper, der an der Westfront die Grauen des Krieges erlebt hat, zeichnete mit der Feder Apokalypse, Inferno, Terror, Angst und Verzweiflung – und all das hat ihn auch gezeichnet. Er schöpfte aus dem Urgrund, dem Sumpf alles Menschlichen. Der Komiker und Ironker schien da manchmal wie behütend daneben zu stehen, dem Entsetzen eine skurrile, groteske und komische Maske überstreifend. Dann aber war es die unbändige Freude am Dasein, Genuß mit allen Sinnen, die die Oberhand gewannen.
Maria Anspach, Heimatschriftstellerin und Journalistin